# Miconia pachydonta
Miconia pachydonta är en tvåhjärtbladig växtart som beskrevs av Henry Allan Gleason. Miconia pachydonta ingår i släktet Miconia och familjen Melastomataceae. Inga underarter finns listade i Catalogue of Life.